# Werner Berthold (Bibliothekar)
Werner Berthold (* 10. Februar 1921 in Auerbach/Vogtl.; † 29. März 2017 in Frankfurt am Main) war ein deutscher wissenschaftlicher Bibliothekar, Germanist und Historiker.

## Leben und Wirken
Werner Berthold war Soldat im Zweiten Weltkrieg und erlebte das Kriegsende als Kriegsgefangener im Saarland.:S. 209 Ab 1946 studierte er an der Universität Leipzig Geschichte, Germanistik und Philosophie. Nach dem ersten Staatsexamen im Juni 1951 wurde er nicht zur Promotion zugelassen, da er kein Parteimitglied war.:S. 209 Allerdings erhielt er die Möglichkeit, die Laufbahn eines Wissenschaftlichen Bibliothekars einzuschlagen und konnte so während des Referendariats 1951/1952 an der Sächsischen Landesbibliothek in Dresden und 1952/1953 an der Öffentlichen Wissenschaftlichen Bibliothek in Ost-Berlin seine Dissertation schreiben.:S. 209 Mit dem Thema Das Phänomen der Entfremdung bei E.T.A. Hoffmann wurde er im Juli 1953 an der Universität Leipzig bei Hermann August Korff, Alfred Menzel und Ernst Bloch promoviert. Seine erste Anstellung erhielt er nach der bibliothekarischen Fachprüfung im September 1953 als Fachreferent für Germanistik, Ästhetik und Philosophie an der Öffentlichen Wissenschaftlichen Bibliothek in Ost-Berlin.
Aufgrund der politischen Verhältnisse in der DDR übersiedelte Berthold im Oktober 1957 in die Bundesrepublik Deutschland; hier war er ab November 1957 an der Deutschen Bibliothek in Frankfurt am Main, anfangs als Assistent des stellvertretenden Direktors Kurt Köster, tätig.:S. 210 Später baute er die Benutzungsabteilung auf, die er bis zu seiner Pensionierung leitete. Daneben wurde ihm mit dem Ausscheiden des Direktors Hanns Wilhelm Eppelsheimer im Frühjahr 1959 die Leitung der Ende der 1940er-Jahre von Eppelsheimer gemeinsam mit Emigranten in der Schweiz gegründeten „Emigrantenbibliothek“, des heutigen Deutschen Exilarchivs 1933‒1945, übertragen, die er in den 25 Jahren seines Wirkens zur bedeutendsten Sammel- und Forschungsstätte des Exils in der Bundesrepublik Deutschland ausbaute. Die von ihm erarbeitete, 1965 erstmals gezeigte Ausstellung „Exilliteratur 1933‒1945“ und der sie begleitende Katalog trugen wesentlich dazu bei, der Exilforschung in der Bundesrepublik Deutschland zum Durchbruch zu verhelfen. An den Gemeinschaftsprojekten der Folgezeit zur Erschließung der politischen und literarischen Exildokumente, gefördert von der Deutschen Forschungsgemeinschaft, war die Deutsche Bibliothek maßgeblich beteiligt. Darüber hinaus wirkte Berthold bei der internationalen Koordination der Exilforschung mit, u. a. 1972 als Referent der Bundesrepublik Deutschland auf dem „II. Internationalen Symposium zur Erforschung des deutschsprachigen Exils nach 1933“ in Kopenhagen. Wichtige Anstöße für die Exilforschung gingen auch von den weiteren von Werner Berthold erarbeiteten oder mitverantworteten Ausstellungen und ihren Begleitpublikationen aus, die nach Wolfgang Frühwald an entscheidenden Wendepunkten der Exilforschung stattfanden. Zur Wiederentdeckung von Rudolf Olden und Richard A. Bermann hat er mit seinen Forschungen wesentlich beigetragen.
Im März 1984 ging er in den Ruhestand, blieb der Deutschen Nationalbibliothek aber bis zu seinem Tode verbunden.

## Veröffentlichungen (Auswahl)
- Exilliteratur und Exilforschung. Ausgewählte Aufsätze, Vorträge und Rezensionen. Mit einer Einleitung von Wolfgang Frühwald und einem Vorwort von Klaus-Dieter Lehmann. Hrsg. von Brita Eckert und Harro Kieser. Wiesbaden: Harrassowitz, 1996.

### Ausstellungskataloge und Begleitbücher
- Exil-Literatur 1933‒1945. Ausstellung der Deutschen Bibliothek, Frankfurt am Main, Mai bis August 1965. Frankfurt a. M.: Deutsche Bibliothek, 1965. ‒ 2. Aufl. 1966. ‒ 3., erweiterte u. verbesserte Auflage 1967.
- Kurt Tucholsky 1935‒1975. Eine Ausstellung der Deutschen Bibliothek, Frankfurt am Main, Januar/Februar 1976. (Mit Mechthild Hahner). Frankfurt a. M.: Deutsche Bibliothek, 1976.
- Joseph Roth 1894–1939. Eine Ausstellung der Deutschen Bibliothek, Frankfurt am Main. (Mit Brita Eckert). Frankfurt a. M.: Buchhändler-Vereinigung, 1979. – 2., verbesserte Aufl., 1979.
- Der deutsche PEN-Club im Exil 1933‒1948. Eine Ausstellung der Deutschen Bibliothek, Frankfurt am Main. (Mit Brita Eckert). Frankfurt a. M.: Buchhändler-Vereinigung, 1980.
- Goethe in Deutschland 1945–1982. Eine Ausstellung der Deutschen Bibliothek, Frankfurt am Main. (Mit Brita Eckert). Frankfurt a. M.: Buchhändler-Vereinigung, 1982.
- Die jüdische Emigration aus Deutschland 1933–1941. Die Geschichte einer Austreibung. Eine Ausstellung der Deutschen Bibliothek, Frankfurt am Main, unter Mitwirkung des Leo Baeck Instituts, New York. (Mit Brita Eckert). Frankfurt a. M.: Buchhändler-Vereinigung, 1985.
- Deutsche Intellektuelle im Exil. Ihre Akademie und die „American Guild for German Cultural Freedom“. Eine Ausstellung des Deutschen Exilarchivs 1933–1945 der Deutschen Bibliothek. Frankfurt am Main. (Mit Brita Eckert und Frank Wende). München u. a.: K. G. Saur, 1993.
- „ … er teilte mit uns allen das Exil“. Goethebilder der deutschsprachigen Emigration 1933–1945. Eine Ausstellung des Deutschen Exilarchivs 1933–1945 Der Deutschen Bibliothek. (Mit Brita Eckert). Wiesbaden: Harrassowitz, 1999.

### Herausgeberschaft
- Exilliteratur. Bd. 1‒20. (Hrsg. mit Hans-Albert Walter). Hildesheim: Gerstenberg, 1977‒1986.
- Rudolf Olden: Überlegungen zur Gründung einer deutschen Buchgemeinde im Exil. In: So viele Bücher, so viele Verbote. Frankfurt a. M.: Buchhändler-Vereinigung, 1981, S. 38‒59 (Kleine Schriften der Deutschen Bibliothek; Nr. 13).
- Deutsches Exilarchiv 1933‒1945. Katalog der Bücher und Broschüren. (Wissenschaftliche Leitung mit Brita Eckert; Redaktion Mechthild Hahner). Stuttgart: Metzler, 1989.